# Hagener SV
Der Hagener SV (offiziell: Hagener Sportverein 1920 e.V.) ist ein Sportverein aus Hagen am Teutoburger Wald im Landkreis Osnabrück. Die Basketballmannschaft der Frauen spielt sieben Jahre lang in der 2. Bundesliga.

## Geschichte
Der Verein geht zurück auf dem am 15. Mai 1920 gegründeten Ballspielverein Hagen. Parallel dazu existierte die katholisch geprägte DJK Hagen, die im Jahre 1934 zwangsweise aufgelöst wurde, und der 1906 gegründete Turn- und Athletenverein Hagen. Nach dem Ende des Zweiten Weltkrieges schlossen sich die Mitglieder der drei Vereine zum Hagener Spielverein zusammen. Seit 1949 trägt der Verein seinen heutigen Namen. Neben Basketball bietet der Verein noch Badminton, Boule, Fitness, Fußball, Gesundheitssport, Judo, Kinderturnen und Volleyball an. Mit über 2000 Mitgliedern ist der Hagener SV nach eigenen Angaben der viertgrößte Verein im Landkreis Osnabrück.

### Basketball
Die Basketballabteilung wurde im Jahre 1972 gegründete und tritt seit 1989 unter dem Namen Hagen Huskies auf. Die erste Frauenmannschaft stieg im Jahre 2002 unter Trainer Michael Bühren in die 2. Bundesliga Nord auf und wurde dort 2007 Meister. Auf finanziellen Gründen verzichtete der Verein jedoch auf den Aufstieg in die Bundesliga. Zwei Jahre später stiegen die Huskies aus der 2. Bundesliga ab und rutschte bis in die Oberliga hinab. Seit 2015 treten die Huskies in der 2. Regionalliga Nord an. Die weibliche U20-Mannschaft wurde im Jahre 2004 deutscher Vizemeister. Für die Frauenmannschaft des Huskies spielten unter anderem Katja Bavendam und Jessica Höötmann.
Die Männermannschaft spielt in der Bezirksoberliga Weser-Ems. Mit Philipp Herkenhoff brachte der Verein einen Bundesligaspieler beim SC Rasta Vechta und deutschen Nationalspieler hervor. Der ehemalige Nationalspieler Reiner Frontzek wirkte als Trainer in Hagen.

### Fußball
Die Fußballer des Hagener SV spielten jahrzehntelang lediglich auf Kreisebene. 1965 gelang der Aufstieg in die Bezirksklasse, jedoch folgte der direkte Wiederabstieg. 1971 stiegen die Hagener erneut in die Bezirksklasse auf und läuteten damit die erfolgreichste Epoche der Vereinsgeschichte ein. Gleich in der Aufstiegssaison wurde der HSV Vizemeister hinter Concordia Belm-Powe. Vier Jahre später folgte der Aufstieg in die Bezirksliga, dem der direkte Durchmarsch in die seinerzeit viertklassige Verbandsliga West folgte. Dort erreichten die Hagener 1979 mit Rang neun ihren sportlichen Höhepunkt. Allerdings hatte die Mannschaft das Pech, die Qualifikation für die neu geschaffene, zweigleisige Landesliga zu verpassen, wofür die Hagener Siebter hätten werden müssen.
Nun spielte der HSV in der Bezirksoberliga Weser-Ems weiter und wurde dort 1980 Vizemeister hinter dem VfL Ockenhausen. Schon ein Jahr später hielten die Hagener nur aufgrund der besseren Tordifferenz gegenüber Blau-Weiß Borssum die Klasse. 1984 stieg die Mannschaft dann in die Bezirksliga ab und mussten drei Jahre später runter in die Bezirksklasse. 1993 folgte der Abstieg in die Kreisliga, wo man als Vizemeister hinter der TSG Dissen den direkten Wiederaufstieg schaffte. Zwar wurden die Hagener in der nächsten Spielzeit Siebter, jedoch reichte dies nicht für den Klassenerhalt, da die Anzahl der Bezirksklassen von acht auf fünf reduziert wurde.
1998 stieg der HSV erneut in die Bezirksklasse auf und spielte in den nächsten beiden Spielzeiten um den Aufstieg in die Bezirksliga mit. Doch es reichte nur zu Vizemeisterschaften hinter dem TuS Glane 1999 bzw. dem TuS Haste 01 im Jahr 2000. Bei der zweiten Vizemeisterschaft hatten die Hagener in einer Aufstiegsrunde noch eine zusätzliche Aufstiegschance, verloren jedoch mit 1:4 gegen Schwarz-Weiß Osterfeine und 4:6 gegen den FC Leschede. Als im Jahre 2006 die Bezirksklassen ersatzlos aufgelöst wurden, schaffte der HSV die Qualifikation. Bis 2012 hielten sich die Hagener in der Bezirksliga, ehe der Abstieg in die Kreisliga folgte. Im Jahre 2023 gelang der Wiederaufstieg in die Bezirksliga.
Mit Nicole Brandebusemeyer brachte der HSV eine deutsche Nationalspielerin hervor. Sie nahm an der Weltmeisterschaft 1999 teil und holte ein Jahr später bei den Olympischen Sommerspielen Bronze.